# Ridge Farm
Ridge Farm é uma vila localizada no estado americano de Illinois, no Condado de Vermilion.

## Demografia
Segundo o censo americano de 2000, a sua população era de 912 habitantes.
Em 2006, foi estimada uma população de 872, um decréscimo de 40 (-4.4%).

## Geografia
De acordo com o United States Census Bureau tem uma área de
8,1 km², dos quais 8,1 km² cobertos por terra e 0,0 km² cobertos por água.

## Localidades na vizinhança
O diagrama seguinte representa as localidades num raio de 20 km ao redor de Ridge Farm.